# 13770 Commerson
13770 Commerson este un asteroid din centura principală de asteroizi.

## Descriere
13770 Commerson este un asteroid din centura principală de asteroizi. A fost descoperit pe 20 septembrie 1998 la Observatorul La Silla de Eric Walter Elst. Asteroidul prezintă o orbită caracterizată de o semiaxă mare de 3,05 ua, o excentricitate de 0,09 și o înclinație de 3,0° în raport cu ecliptica.